# Bonapartes zanger
De Bonapartes zanger (Myiothlypis luteoviridis; synoniem: Basileuterus luteoviridis) is een zangvogel uit de familie Parulidae (Amerikaanse zangers).

## Verspreiding en leefgebied
Deze soort telt 5 ondersoorten:
- M. l. luteoviridis: oostelijk Colombia, zuidwestelijk Venezuela en oostelijk Ecuador.
- M. l. quindiana: centraal Colombia.
- M. l. richardsoni: westelijk Colombia.
- M. l. striaticeps: noordelijk en centraal Peru.
- M. l. euophrys: van zuidelijk Peru tot centraal Bolivia.